# Marquise
Marquise (Nederlands: Markijze of Markize) is een gemeente in het Franse departement Pas-de-Calais (regio Hauts-de-France). De plaats maakt deel uit van het arrondissement Boulogne-sur-Mer. Marquise telde op 1 januari 2022 5.169 inwoners.

## Historie
In het jaar 55 v.Chr. bevochten de Oromarsaci (krijgers van de moerassen van Marquesas) de legioenen van Julius Caesar op een plaats die Mont de Cappe werd genoemd.
In de vroege middeleeuwen werd de streek geplaagd door invallen van Noormannen, Karel de Grote bezocht de stad maar kon weinig aan de situatie veranderen. Gedurende de middeleeuwen werden grote vestingwerken gebouwd door de graven van Marquise waardoor de situatie verbeterde.
Tijdens de Honderdjarige Oorlog (1337 - 1453) werden vredesbesprekingen in Marquise en in het nabijgelegen Leulinghen gehouden. In 1420 ontmoetten Hendrik VIII, de koning van Engeland en Frans I elkaar in Marquise tijdens de vredesbesprekingen in het Goudlakenkamp. In 1421 plantten de inwoners een lindeboom bij de kerk die vrede symboliseert.
Tijdens de Franse Revolutie (1789 - 1790) werd de naam van de stad veranderd in Baupré, het interieur van de kerk werd door de Sansculotten vernield. Napoleon vestigde een legerkamp in Boulogne, hij bracht meerdere keren bezoeken aan Marquise en verbleef in Hotel du Grand Cerf waar hij in zijn kamer regelmatig een dame uit Marquise ontmoette.

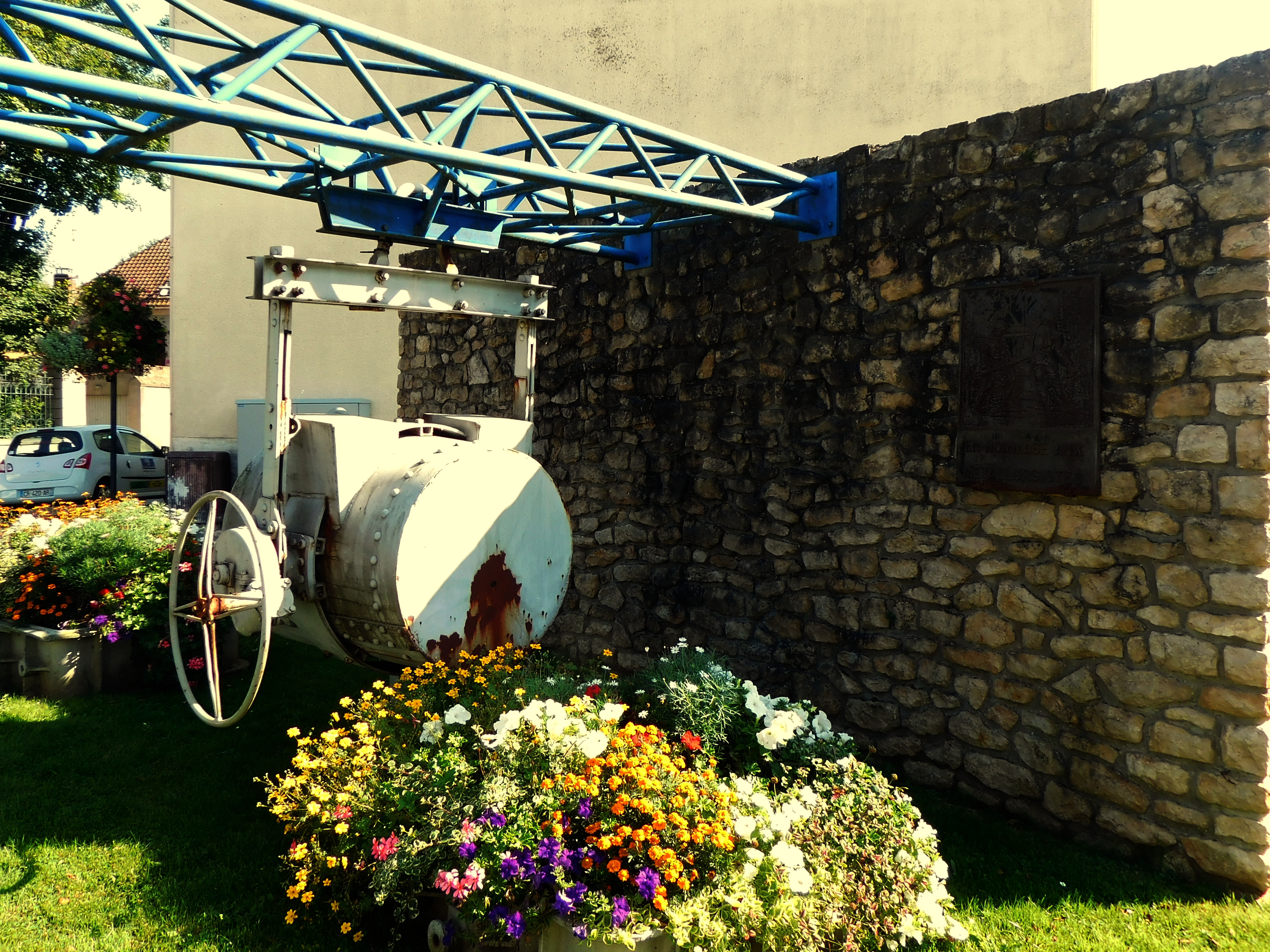
monument arbeiders staalindustrie

In de 19e eeuw bloeide de stad op mede door de Pinart-fabrieken opgericht in 1835, de aanleg van de spoorlijn Calais-Marquise-Boulogne sur Mer-Parijs (1914) en het ontstaan van de marmerindustrie (de Napoleongroeve werd door Napoleon III ingewijd). Vanaf 1838 waren er meerdere ondernemers in de metaalindustrie, na de recessie van 1847-1848 kochten de gebroeders Pinart alle fabrieken op en verwierven een monopoliepositie. Op het hoogtepunt van de productie waren er ongeveer 3000 arbeiders werkzaam, toen na 1869 de mijnen uitgeput raakten werd ijzererts uit Spanje geïmporteerd. Voor bekende bouwwerken werden de materialen geleverd: Parijs, balken van de Eiffeltoren, Halles de Baltard en de metro-ingangen.
Het marmer van Marquise wordt geëxporteerd over de hele wereld (Tokyo Station, Moskou, gebouwen in New York, het Elysée in Parijs, enz.). Vanaf het midden van de 19e eeuw werd het fokken van (werk)paarden een voorname activiteit, in Desvres en Marquise waren 2 grote paardenbeurzen waar jaarlijks ongeveer 2.000 veulens werden verkocht.

### Eglise de Sain-Martin
Blijkens een inscriptie, die in 1750 werd ontdekt, werd met de bouw van de kerk in 1001 begonnen en werd die afgerond in de 12e eeuw. 17 augustus 1350 informeerde Jean de Boulogne  over het droevige lot (door de vele plunderingen) van pastoor Michel Dencart en zijn kerk in het geschrift Per Angiicos est multipliciter devastat.
In 1544 trok Hendrik VIII ten strijde tegen de Boulonnais, Marquise werd platgebrand en een brand veroorzaakt door een blikseminslag in de nacht van 15 juli van dat jaar verwoestte de restanten van de kerk. In 1572 werd de kerk gerestaureerd met een nieuw koor en uitgebreid met zijkapellen.
Na de Franse revolutie en de vernieling van het interieur vorderden in 1805 de troepen van Napoleon de kerk en werd er een hospitaal ingericht. Na het vertrek van de soldaten werd de kerk opnieuw  gerestaureerd.
In 1857 waren er plannen om de kerk te vergroten en in 1886 werd overwogen de kerk af te breken en te herbouwen ten faveure van de staal- en marmerindustrie die in nood verkeerden. Het bleef bij enkele stuks metaalwerk en marmeren tegels op de vloer.

### Lindeboom
Bij de ingang van de kerk staat een lindeboom die 600 jaar oud is (2021, geplant in 1421). Aan de boom werden bijzondere eigenschappen toegeschreven zoals het verdrijven van geesten. Dit werd in de 21e eeuw nogmaals versterkt toen de boom bij een hevige storm omwaaide, de boom werd met een kraanwagen weer rechtop getrokken en versterkt met een betonnen constructie. Tegen alle verwachtingen in herleefde de boom en staat nu (2021) als door een wonder (Abbé Pierre Bizet) weer fris en groen te pronken.

## Afbeeldingen

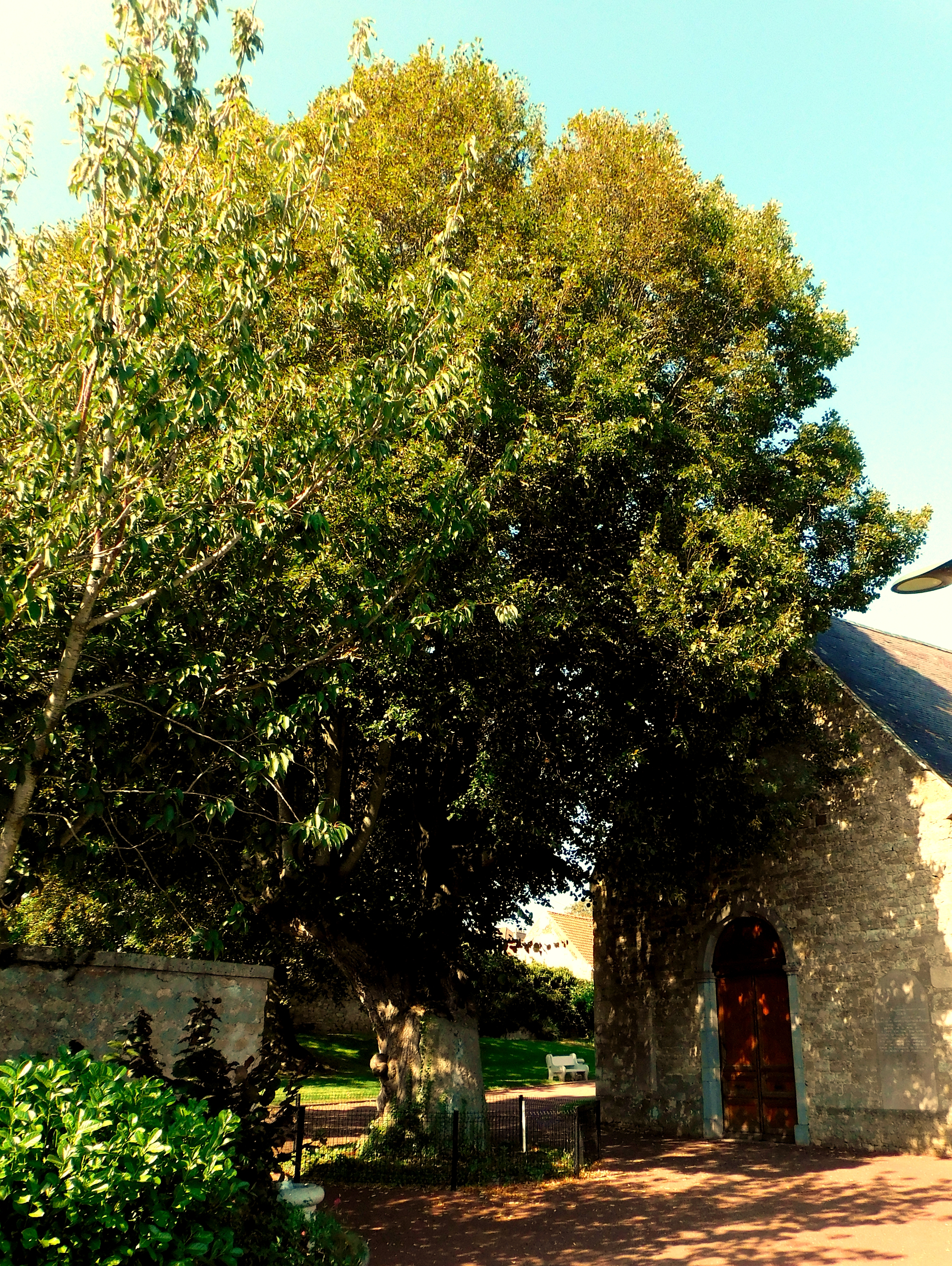
600-jarige lindeboom
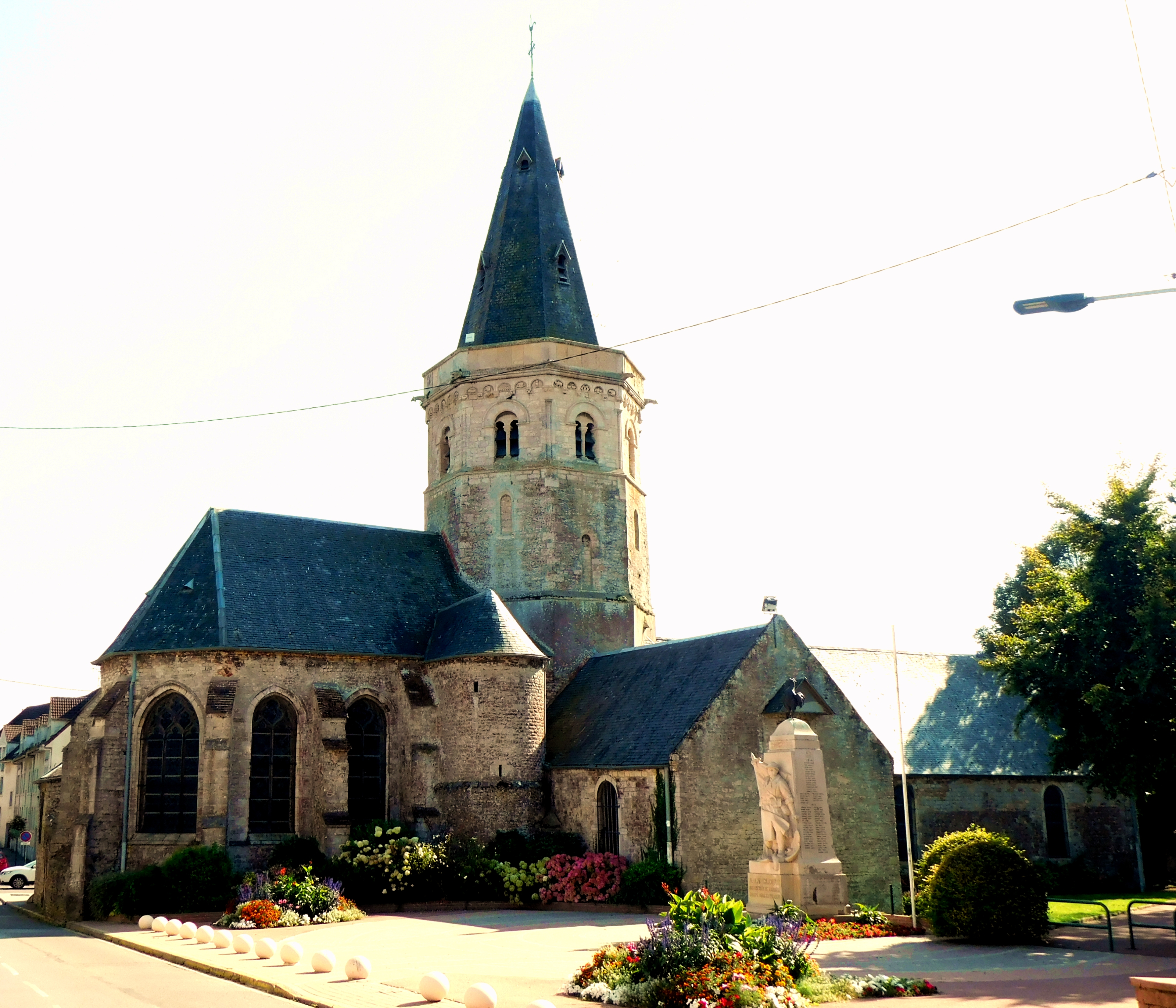
Eglise Saint Martin
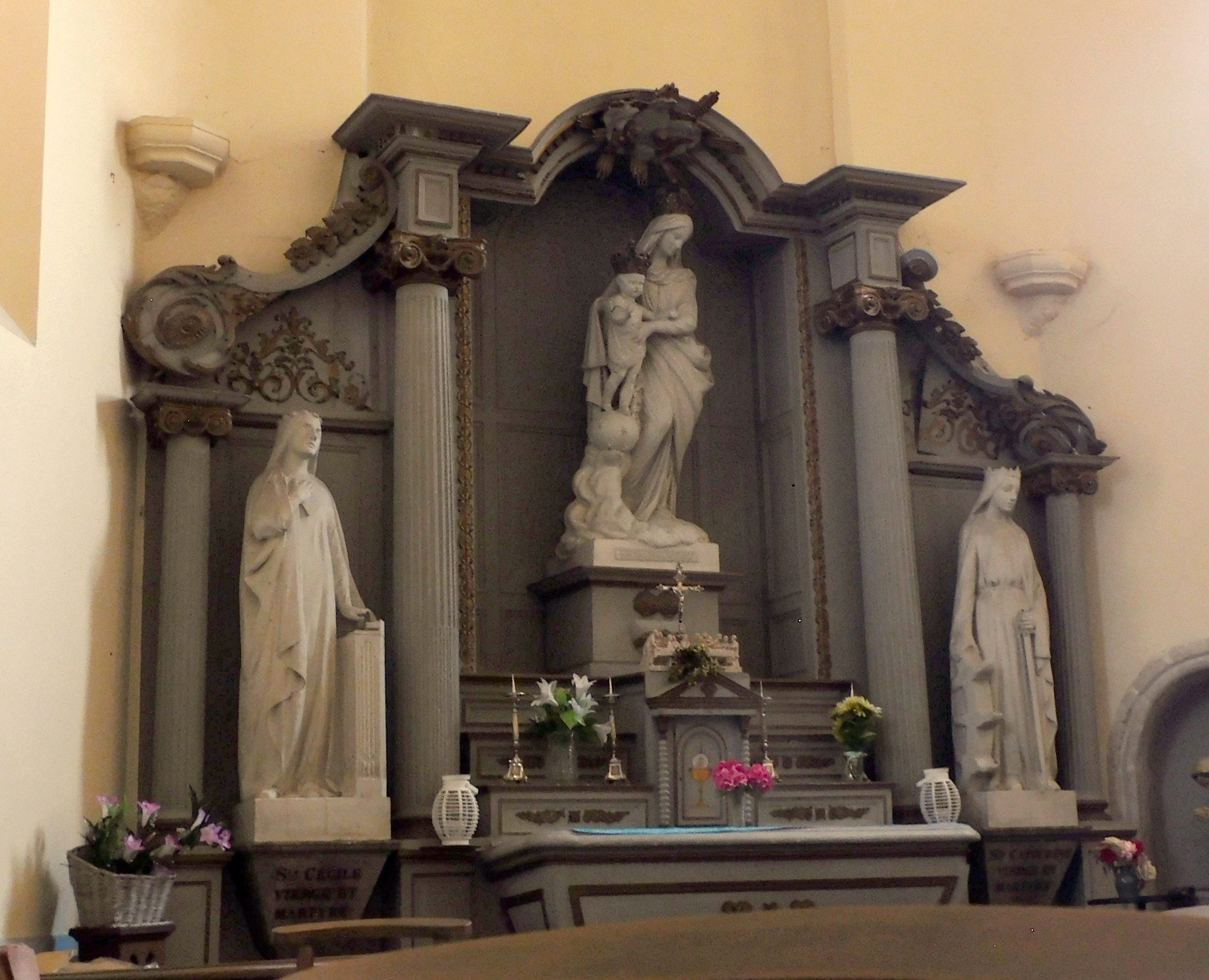
Eglise Saint Martin altaar zijbeuk
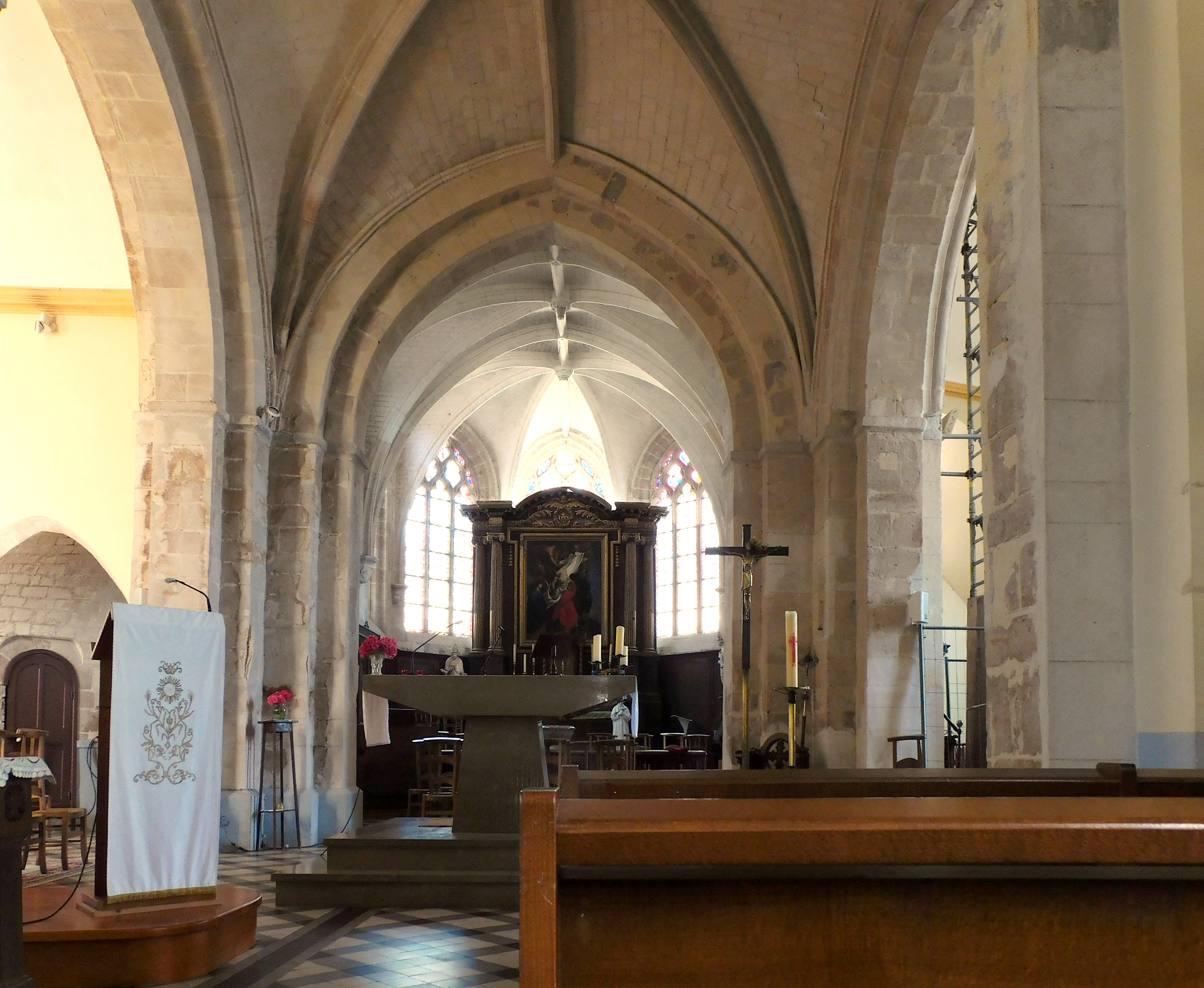
Eglise Saint Martin hoofdaltaar
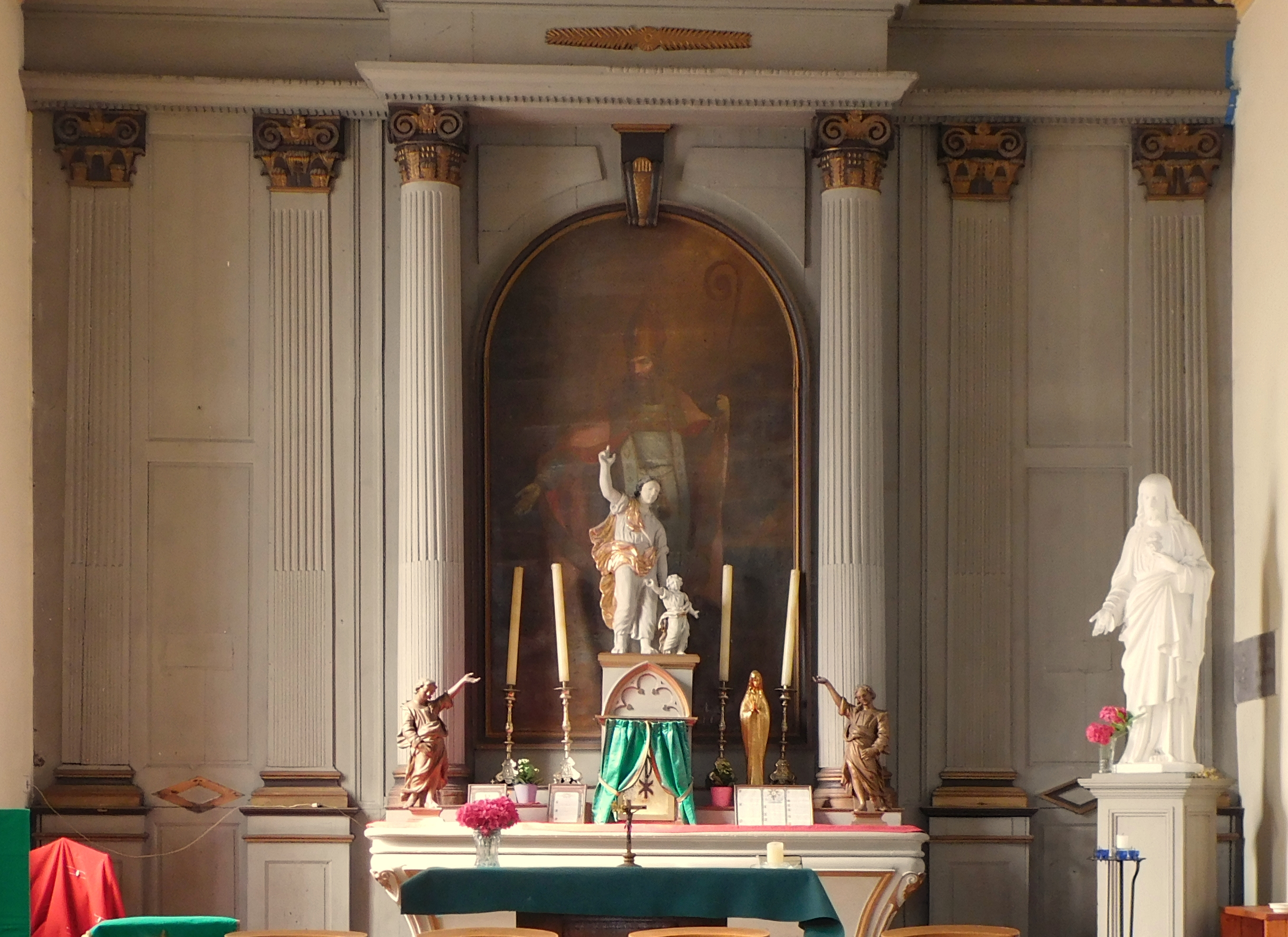
Eglise Saint Martin, altaar in zijkapel
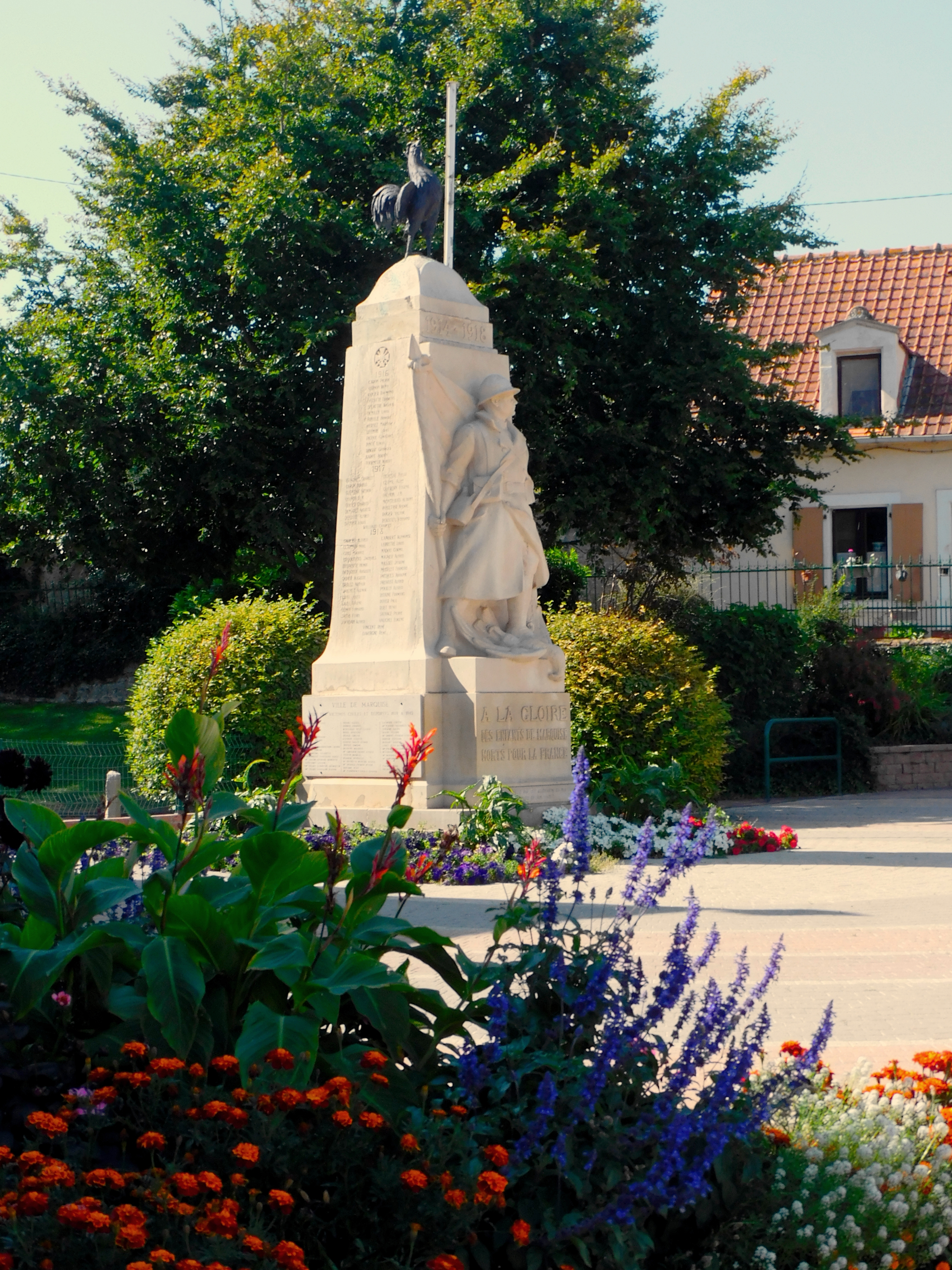
monument Eerste Wereldoorlog
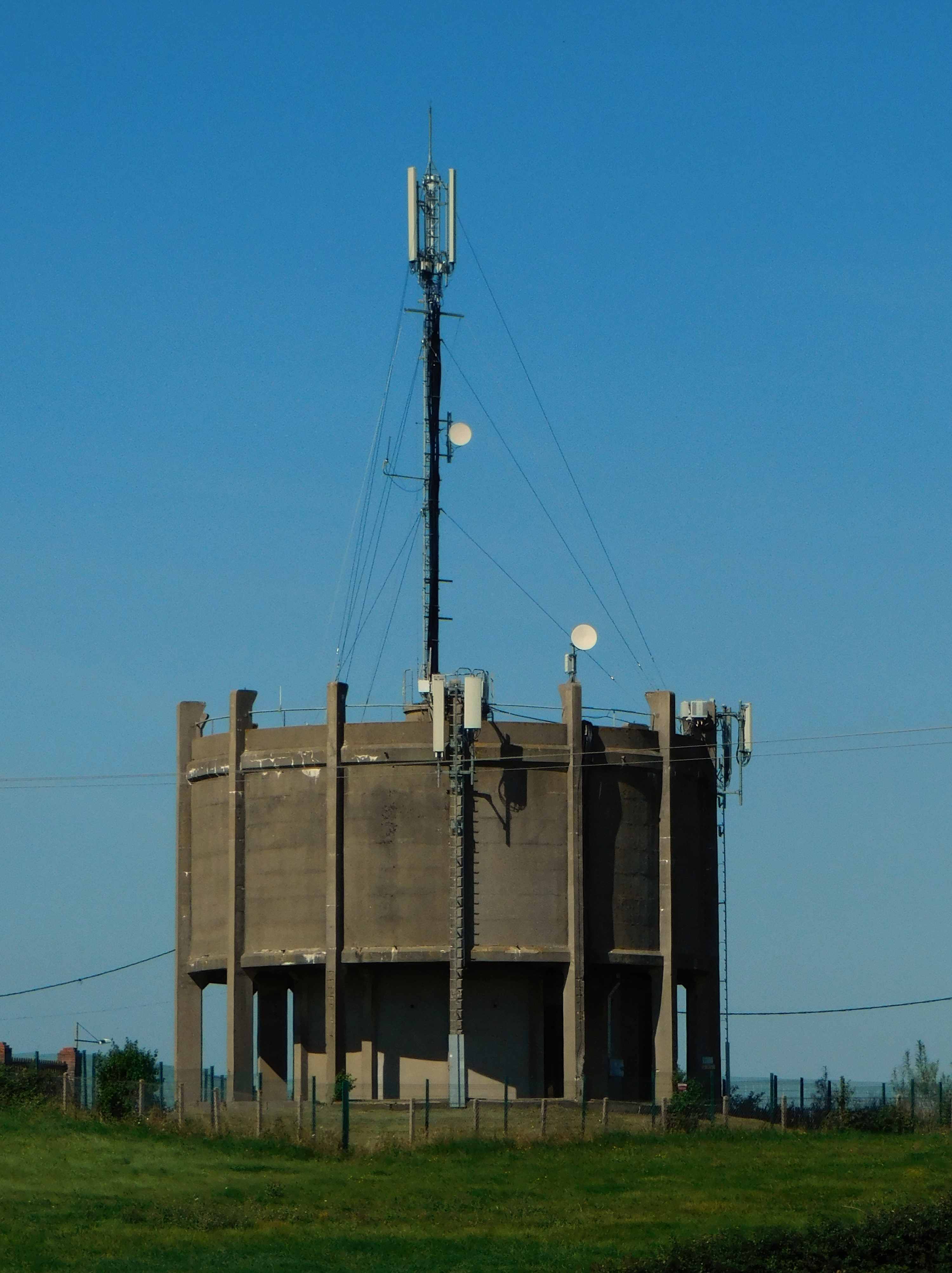
watertoren

## Toponymie
De naam van de plaats werd genoemd als: 11e eeuw, Marchia; 1208, Markisa; 13e eeuw, Marchisia, Markisium, Markisia, Markise en Maraquise; 1340, Markises; 1501, Marquise; 15e eeuw, Marcquize en Marguison; 17e eeuw, Markis (17e eeuw) en sinds 1801 Marquise. Door de ligging te midden van de moerassen werd het stadje benoemd met de Angelsaksische naam voor moeras, marsen dat in het Picardisch werd uitgesproken als Marquise.

## Wetenswaardigheden
De activiteiten bij enorme marmergroeve veroorzaken veel overlast in de vorm van stof dat tot ver in de omtrek alles wit kleurt. Er wordt doorlopend onderzoek gedaan naar de invloed van het (fijn)stof op de gezondheid van inwoners en werknemers.

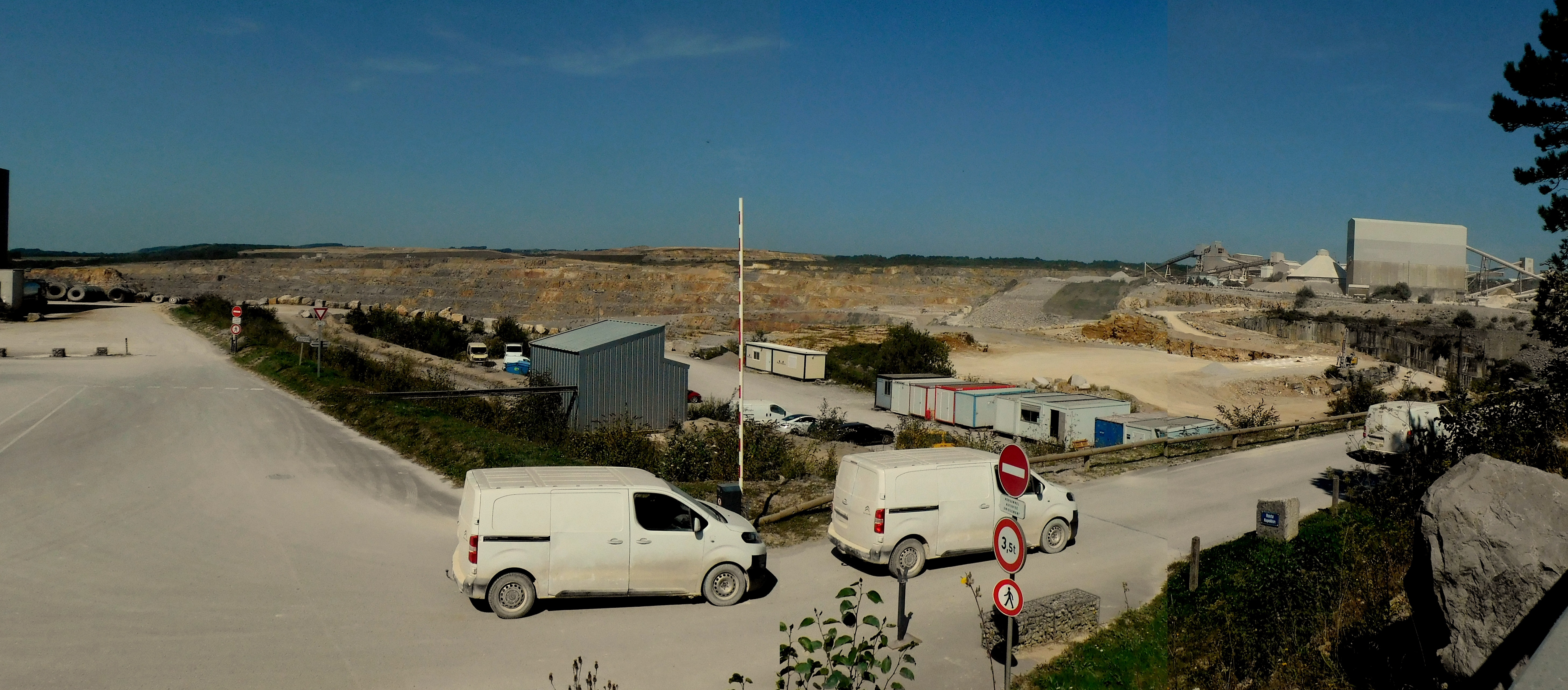
marmergroeve, overzicht
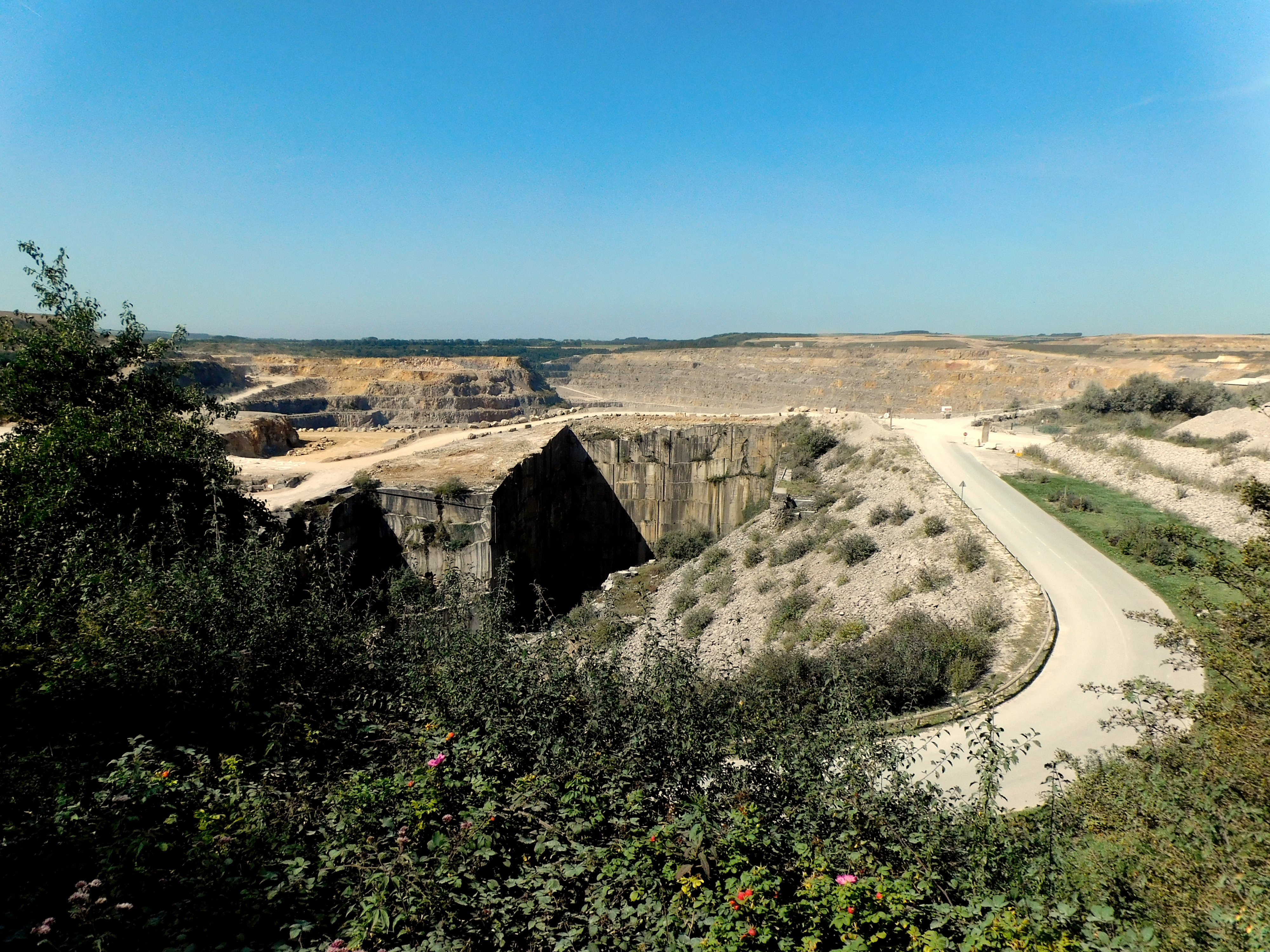
marmergroeve
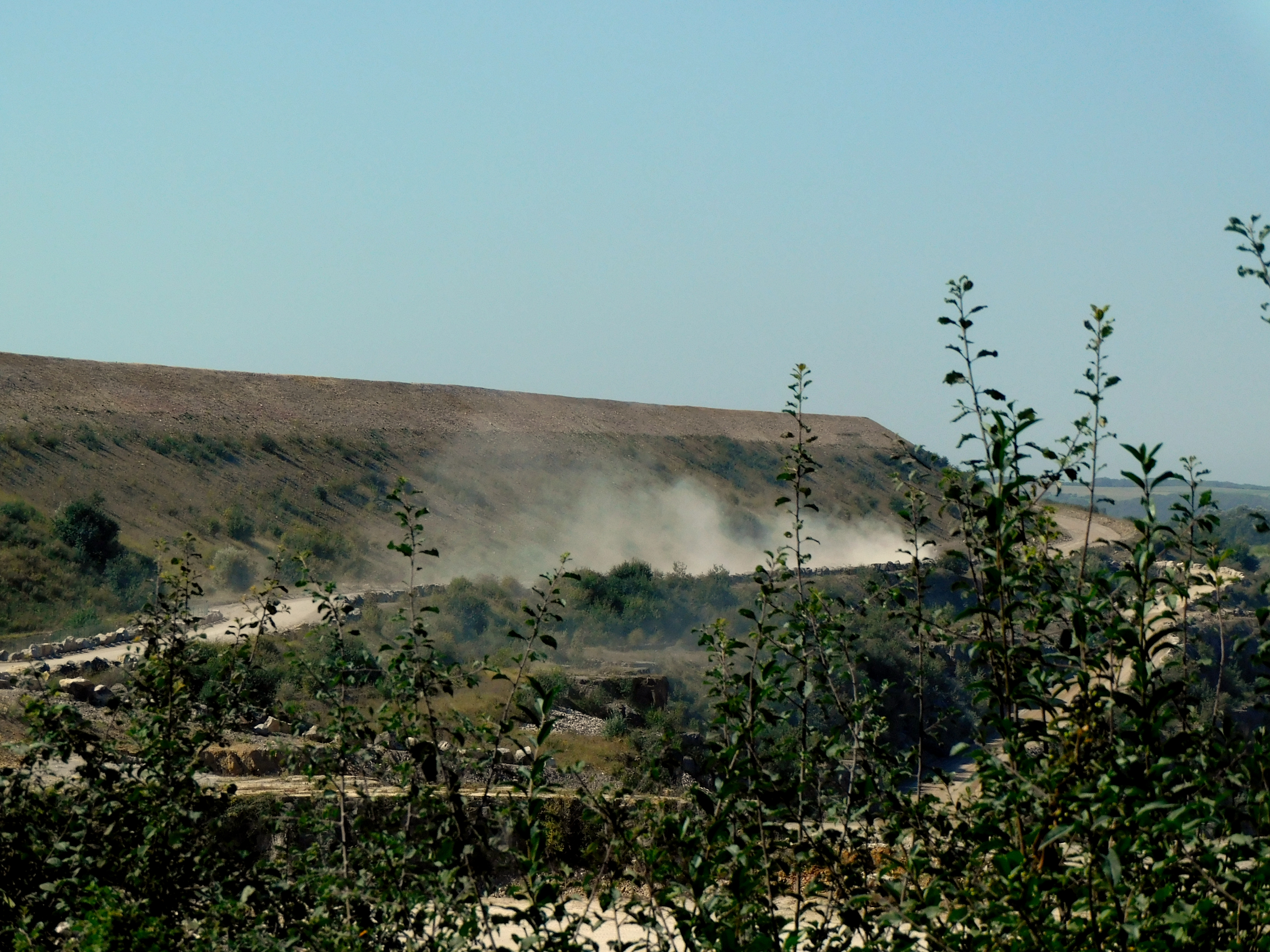
marmergroeve, stof
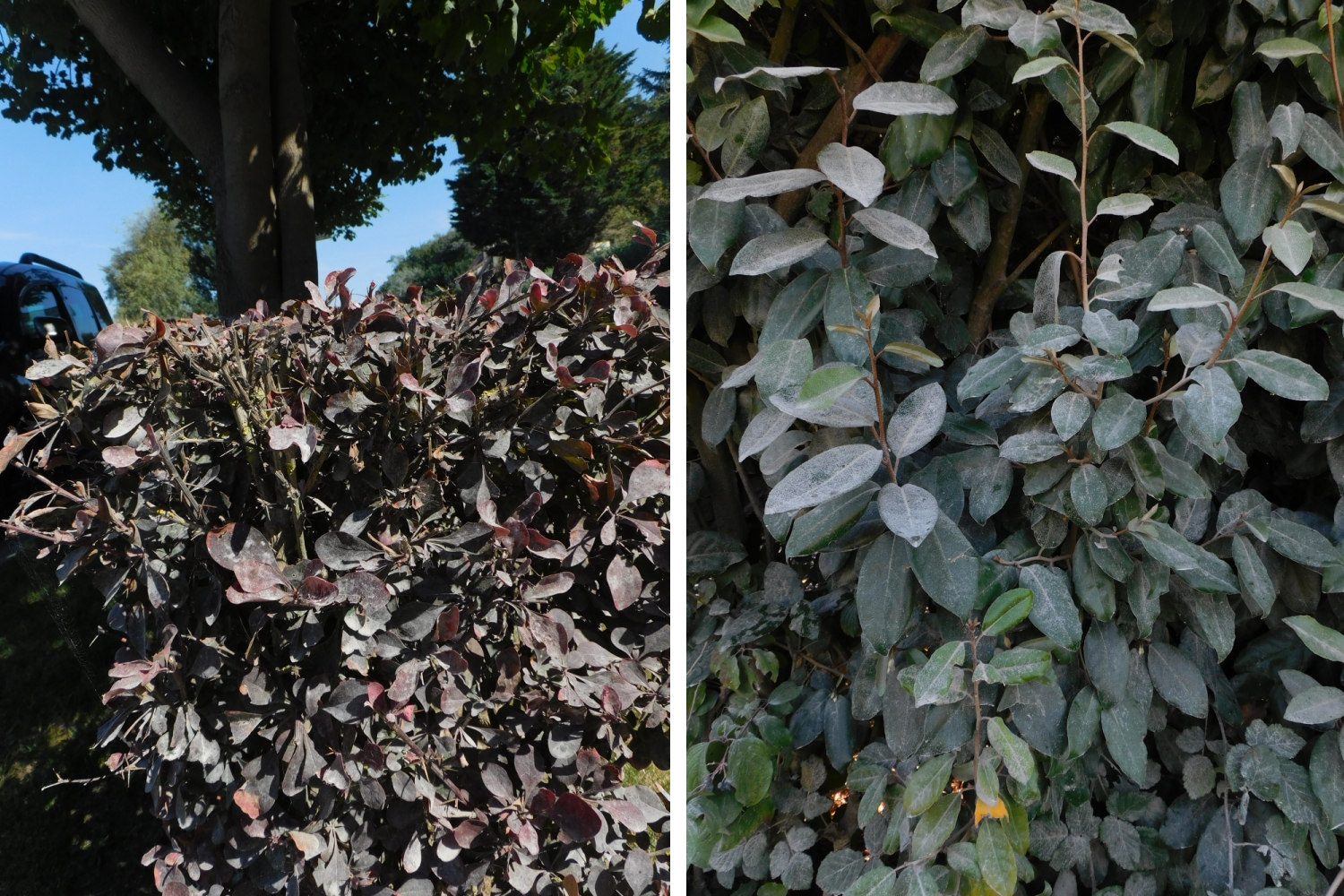
stof op planten

## Geografie
De oppervlakte van Marquise bedroeg op 1 januari 2022 13,46 vierkante kilometer; de bevolkingsdichtheid was toen 384 inwoners per km².

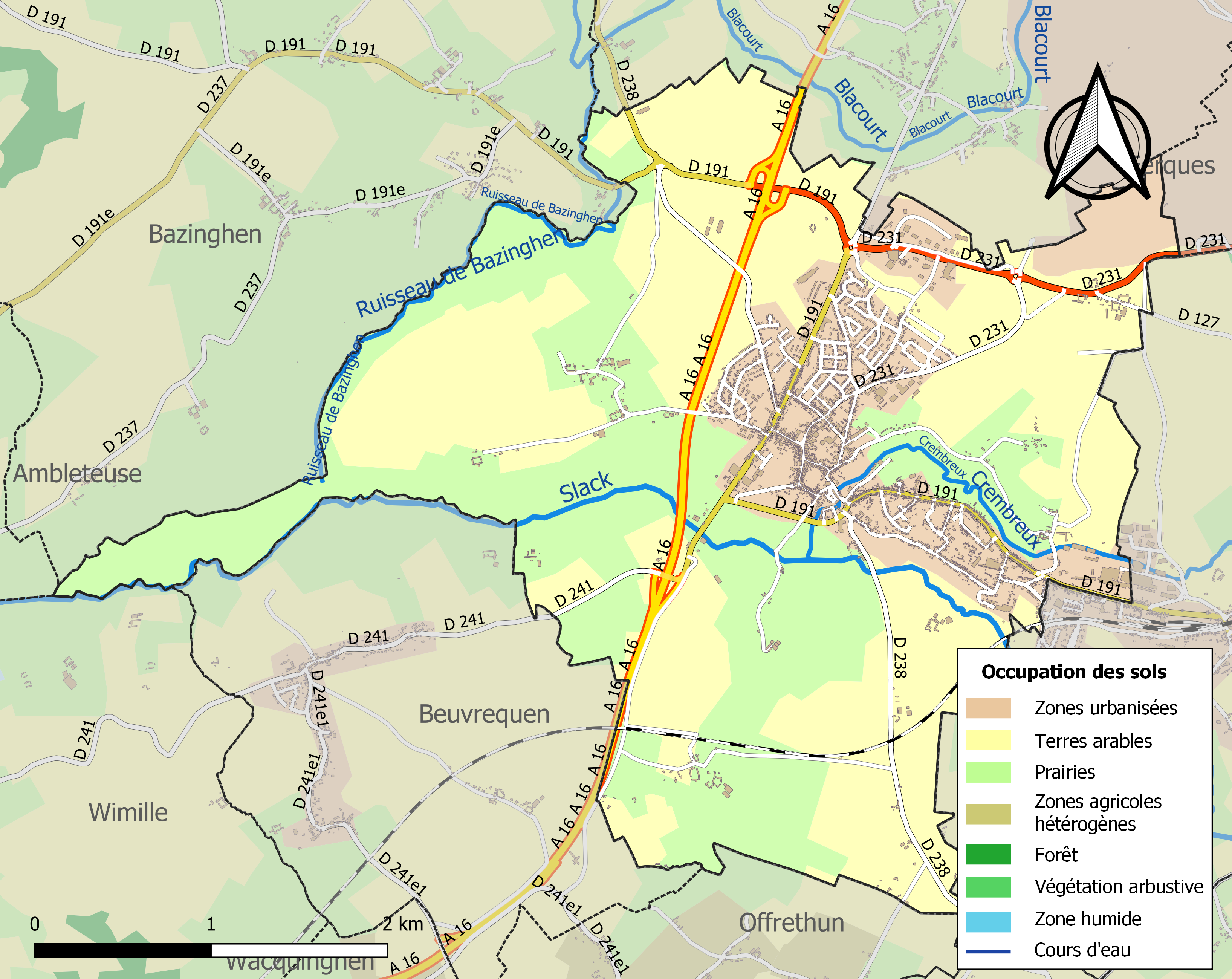
Kaart van de gemeente met belangrijkste infrastructuur, bodemgebruik en omliggende gemeenten

## Demografie
Onderstaande figuur toont het verloop van het inwonertal (bron: INSEE-tellingen).